# 스테판 헬러

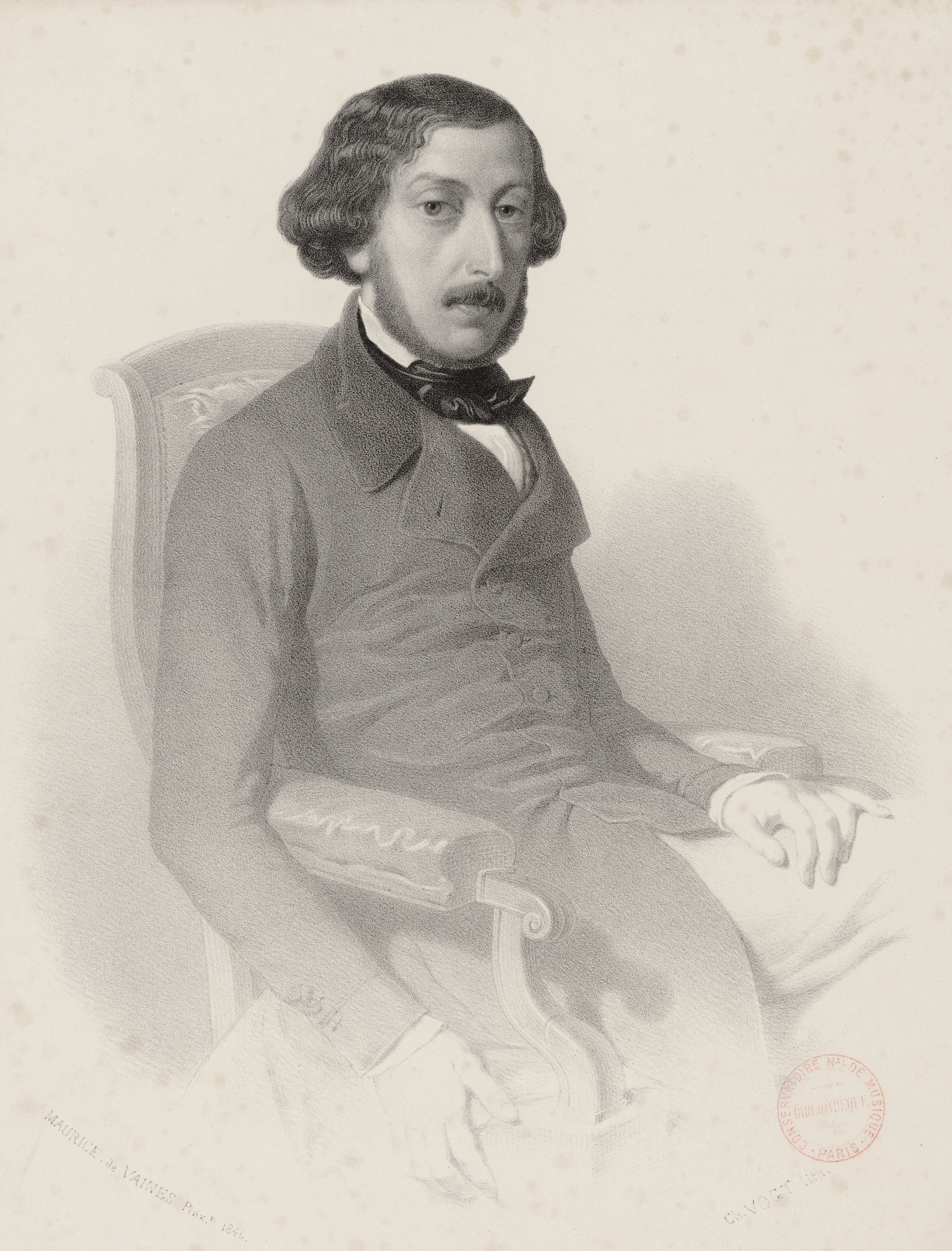

스테판 헬러(Stephen Heller, 1813년 5월 15일 - 1888년 1월 14일)는 헝가리 피아니스트, 교사 및 작곡가였다. 헬러는 후기 낭만주의 작곡가들에게 영향을 미쳤다.
헬러는 1815년 헝가리 페슈트에서 태어났다. 그는 법률가가 될 운명이었지만 음악에 평생을 바치기로 결정했다. 9세 때 그는 부다페스트 극장에서 그의 스승인 브라우어와 함께 듀섹의 두 대의 피아노를 위한 협주곡을 연주했다. 15세 때 비엔나에서 열린 첫 공개 콘서트에서 성공한 후 그의 아버지는 헝가리, 폴란드, 독일을 순회하며 콘서트 투어를 시작했다.
헬러는 카셀, 프랑크푸르트, 뉘른베르크, 함부르크, 아우크스부르크를 거쳐 부다페스트로 돌아왔다. 1829년 함부르크에서 겨울을 보낸 후 1830년 여름 아우크스부르크에서 병에 걸렸다. 그는 그곳에서의 투어를 포기했고 곧 부유한 음악 후원자에게 입양되었다.
25세에 그는 파리로 여행을 떠났고 그곳에서 베를리오즈, 쇼팽, 리스트 및 그 시대의 다른 저명한 작곡가들과 친분을 쌓았다. 여기에서 헬러는 콘서트 연주자이자 교사로서 두각을 나타냈다.